# Rio do Leão
 (juillet 2014).
Si vous disposez d'ouvrages ou d'articles de référence ou si vous connaissez des sites web de qualité traitant du thème abordé ici, merci de compléter l'article en donnant les références utiles à sa vérifiabilité et en les liant à la section « Notes et références ».
 (juillet 2014).
Pour les articles homonymes, voir rio Leão et Leão.
Le rio do Leão est une rivière brésilienne de l'intérieur de l'État de Santa Catarina, et fait partie du bassin hydrographique du río Uruguay.

## Géographie
Il naît sur le territoire de la municipalité de Campos Novos. Il s'écoule vers l'ouest, marquant notamment la frontière entre Campos Novos et Erval Velho. Il se jette dans le rio do Peixe.